# Aledia
Aledia est une entreprise française constituée en 2011 à Grenoble. Son but est d'industrialiser la technologie d'affichage WireLED développée par le Laboratoire d'électronique et de technologie de l'information du CEA Grenoble.

## Historique
En 2011, les chercheurs du Leti Philippe Gilet et Xavier Hugon fondent leur start-up avec l'aide de l'homme d'affaires Giorgio Anania. À sa création, l'entreprise s'appelait Heliodel.
Après sept ans d'activité à Minatec, Aledia investit 20 millions d'euros dans la construction de son propre complexe à Échirolles.

## Technologie
La technologie WireLED est un type particulier de  diodes électroluminescentes (DEL). Si le matériau reste du Nitrure de gallium (GaN), sa configuration n'est plus planaire : une croissance de nanofils de GaN (dont le diamètre est inférieur au micromètre) est obtenue sur un substrat wafer classique de silicium, et l'effet LED est obtenu sur la périphérie de  chaque nanofil. Le japonais Hiroshi Amano, prix Nobel de physique 2014, a contribué au développement de cette technologie à Minatec. Son principal avantage est de permettre de produire les LEDs sur des substrats silicium classiques de micro-électronique, ce qui permet l'utilisation de substrats de grande taille, la diminution des coûts, et au besoin l'intégration monolithique avec une électronique cMOS. Une amélioration d'efficacité énergétique est aussi attendue,.

## Application et développement
Deux applications sont attendues pour cette technologie : celle de l'affichage microLED (écran plat où chaque pixel est matérialisé par une LED) et l'éclairage.
Ces deux applications se traduisent dans l’identité des clients potentiels qui ont investi dans le développement d'Aledia : Ikea et Valéo intéressés par les applications d'éclairage respectivement domestique et automobile, et intel concerné par les applications en informatique mobile.

## Industrialisation
En 2019, l'entreprise compte environ 80 employés et termine la mise au point de sa technologie dans une usine pilote à Échirolles. En 2020 elle annonce la construction d'un véritable site industriel sur la commune de Champagnier dans la métropole de Grenoble, qui doit employer 550 personnes en 2024,. La pose de la première pierre des 52 000 m2  de bâtiments est officialisée le 18 novembre 2021. Les premiers afficheurs, destinés au marché de la téléphonie mobile principalement, doivent être commercialisés en 2023. Ils feront face à d'autres technologies émergentes, dont les afficheurs à LEDS organiques.